# Lübecker Hausnummern

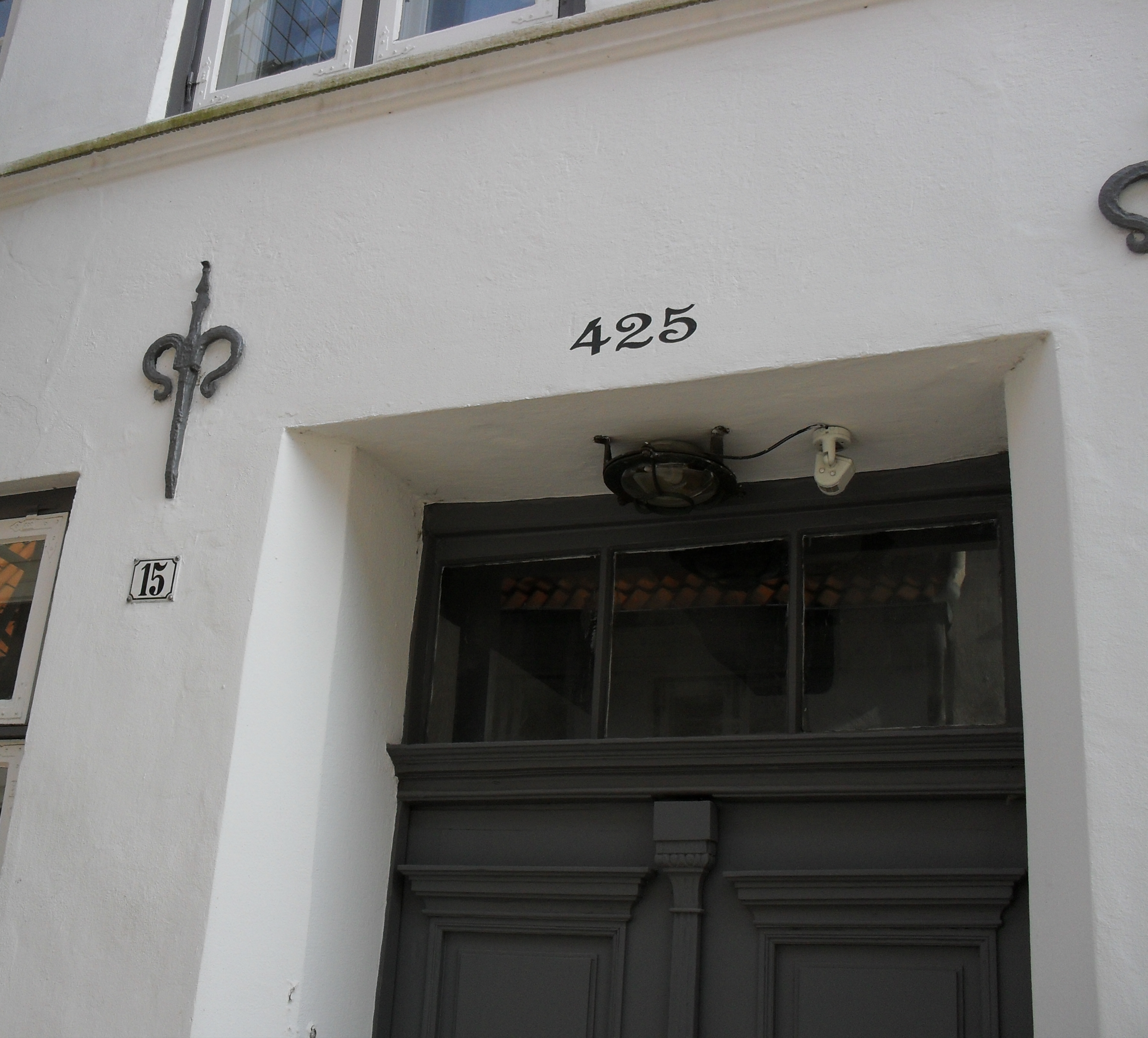
Dreistellige Hausnummer von 1820 und zweistellige Nummer von 1884 an einem Haus in der Großen Kiesau (2010)

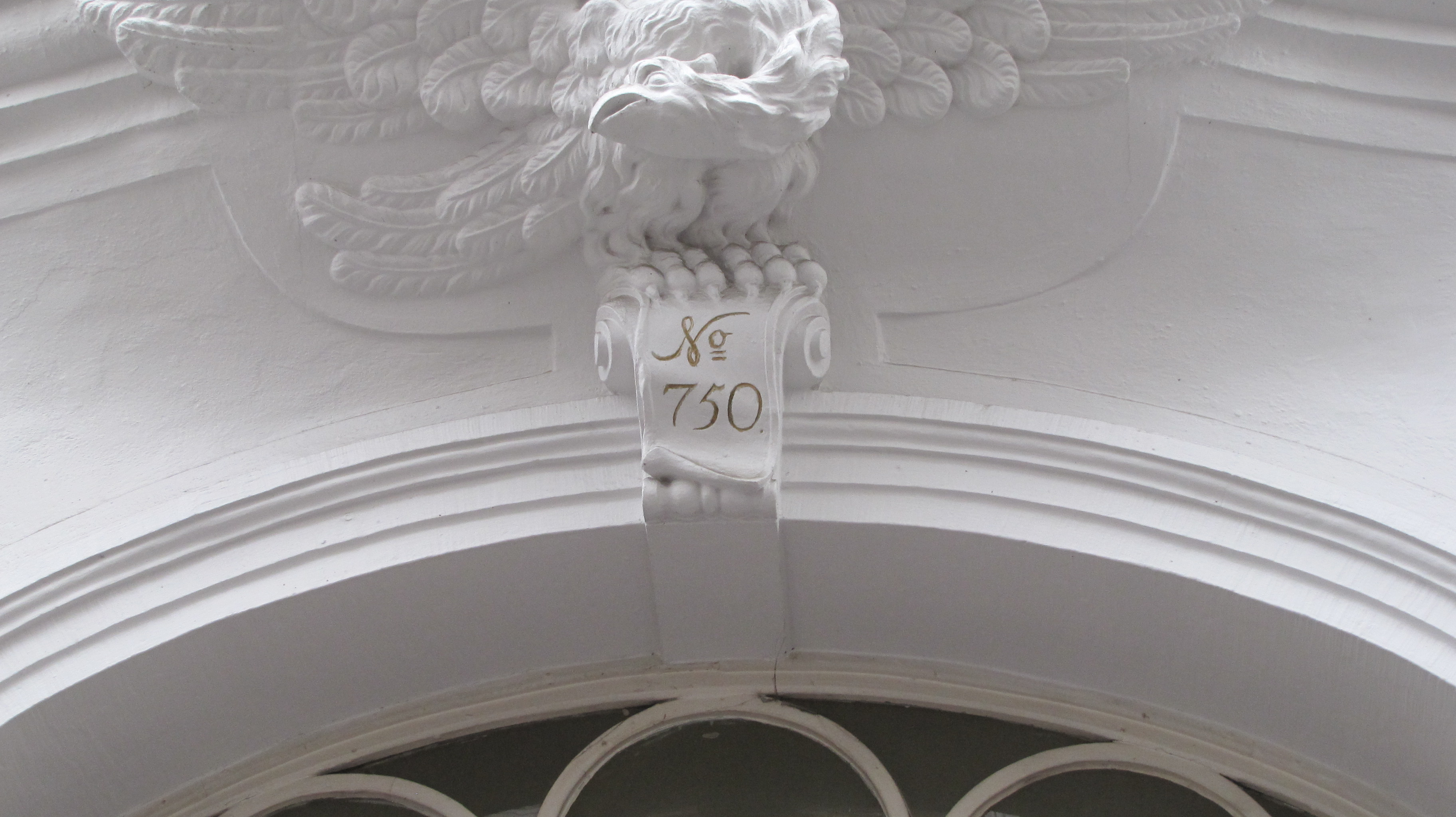
Historische Hausnummer (Johannis Quartier Nr. 750) am Haus Königstraße 81

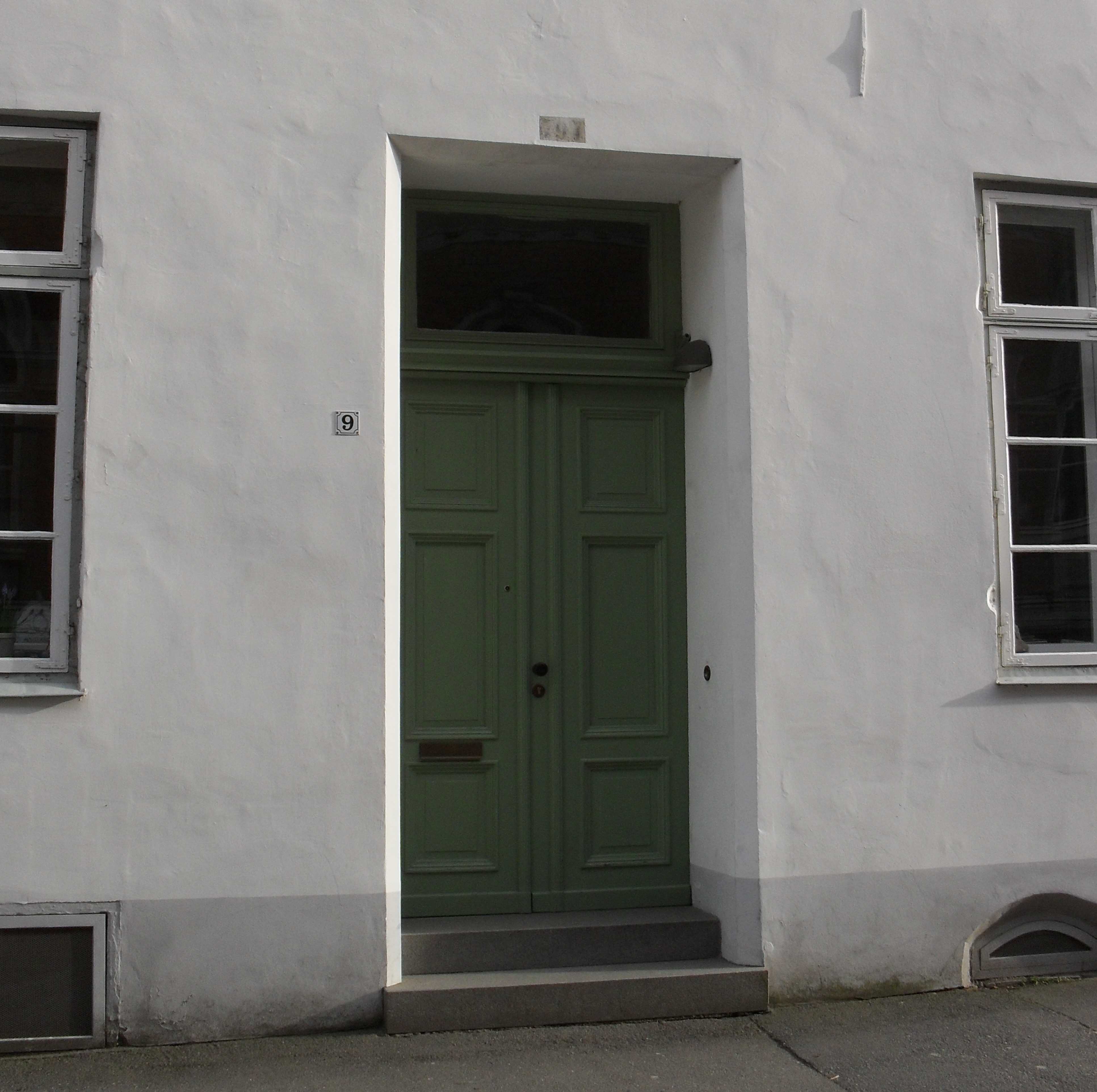
Eingang des Hauses St.-Annen-Straße 9; über der Tür original erhaltene Hausnummer 797 nach der Nummerierung von 1820

Die Lübecker Hausnummern werden seit dem späten 18. Jahrhundert vergeben. Die den Hausnummern zugrunde liegende Systematik wurde mehrmals grundlegend verändert.

## Zustand vor 1796
Wie in ganz Europa, so existierte auch in Lübeck über Jahrhunderte kein Konzept der systematischen Erfassung und Durchnummerierung von Gebäuden. Stattdessen trugen seit Gründung der Stadt die einzelnen Häuser Eigennamen (siehe Lübecker Häusernamen), die jedoch Änderungen unterworfen und nicht reglementiert oder dauerhaft festgelegt waren. Straßennamen entwickelten sich bereits frühzeitig und sind seit dem 13. Jahrhundert schriftlich belegt, waren jedoch nicht durch Straßenschilder ausgewiesen. Für Außenstehende war es somit schwer, ohne Hilfe eines Ortskundigen ein Haus aufzufinden.
Für die Steuererhebung, die Erfassung der zum Dienst in den Bürgerkompanien verpflichteten Bürger und andere administrative Zwecke war das Gebiet der heutigen Altstadt, in dem sich vom Mittelalter bis weit in die Neuzeit die Bevölkerung der Stadt konzentrierte, in Quartiere aufgeteilt, innerhalb derer aber keine weitere Untergliederung vorgenommen wurde.

## Die Nummerierung von 1796
Im ausgehenden 18. Jahrhundert erwies es sich zunehmend als hinderlich, dass die Häuser des Stadtgebiets nicht nach einem einheitlichen System klar unterscheidbar erfasst und bezeichnet waren. Das seit 1761 bestehende Feuerversicherungswesen etwa bedurfte ebenso einer Hausnummerierung wie die komplexer werdende Verwaltung der Hypotheken.
Ein vom Rat am 9. Dezember 1795 erlassenes Dekret bestimmte, dass die Gebäude der Stadt nummeriert werden sollten. Das Nummernsystem basierte auf der Quartierseinteilung: In jedem der vier Quartiere wurden alle Hauptgebäude durchgehend nummeriert, jeweils bei 1 beginnend. Die Hausnummern waren also nicht auf die Straßen bezogen, in denen sich das jeweilige Haus befand, sondern auf das betreffende Quartier. Auch die Lage des Hauses innerhalb einer Straße wurde durch die Nummer nicht erkennbar; somit war es für Ortsfremde nicht ohne Weiteres möglich, sich an Hausnummern zu orientieren und ein bestimmtes Haus aufzufinden. Zur Identifizierung eines Gebäudes reichte die Nummer alleine nicht aus, da sie bis zu viermal in Gebrauch sein konnte; erst die zusätzliche Nennung des Quartiers schaffte Klarheit. Die Kombination von Hausnummer und Straßenname alleine konnte bei Unkundigen zu Missverständnissen führen, da einige Straßen durch mehr als ein Quartier führten oder die Straßenmitte die Grenze zwischen zwei Quartieren bildete. Im Falle der Breiten Straße trafen gleich beide Fälle zu, so dass die Nummerierungen aller vier Quartiere hier entlang desselben Straßenzugs verwendet wurden, je nach Abschnitt und Straßenseite.

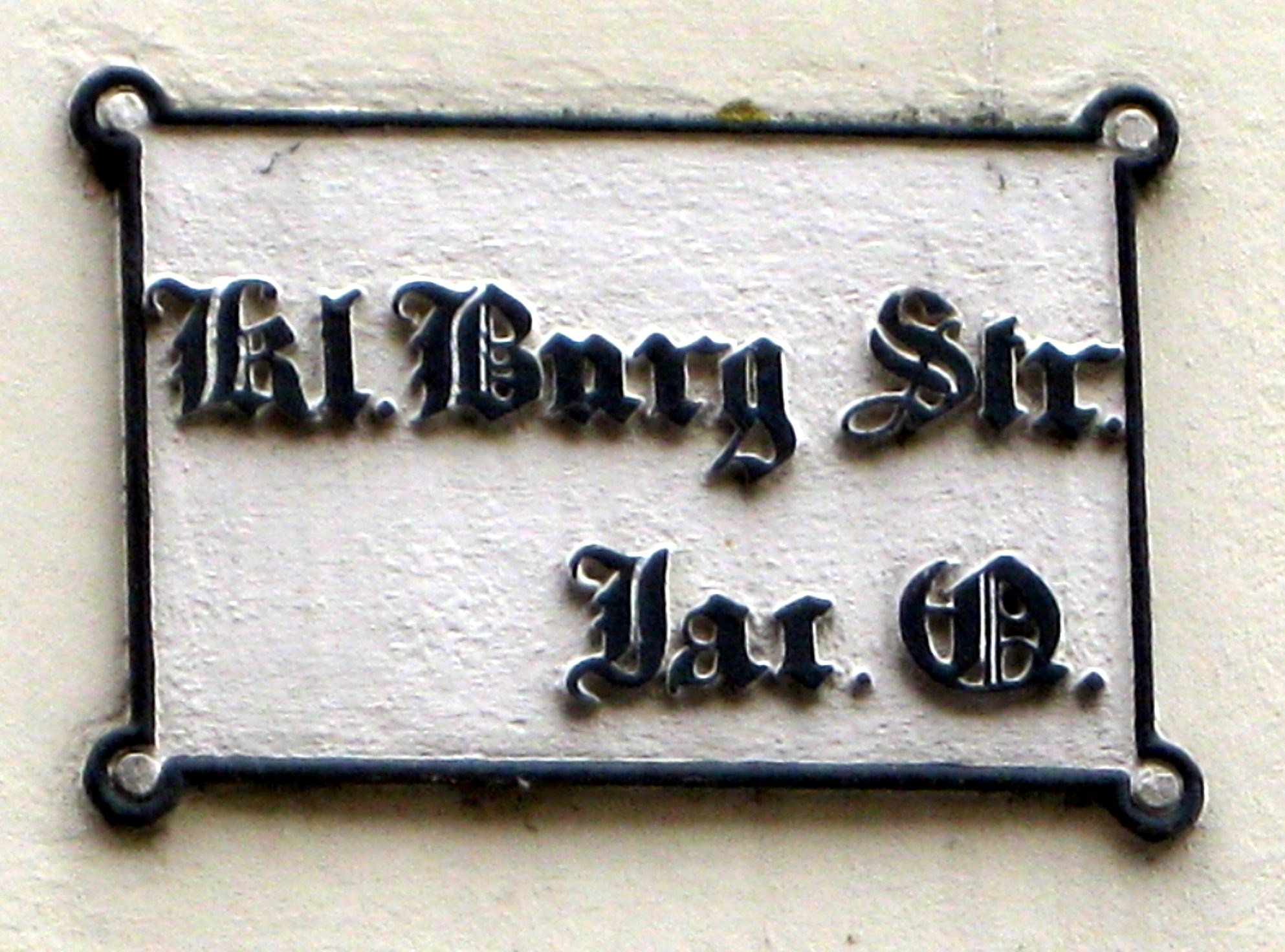
Die Ostseite der Kl. Burg Str. im [Jac.]obi [Q.]uartier
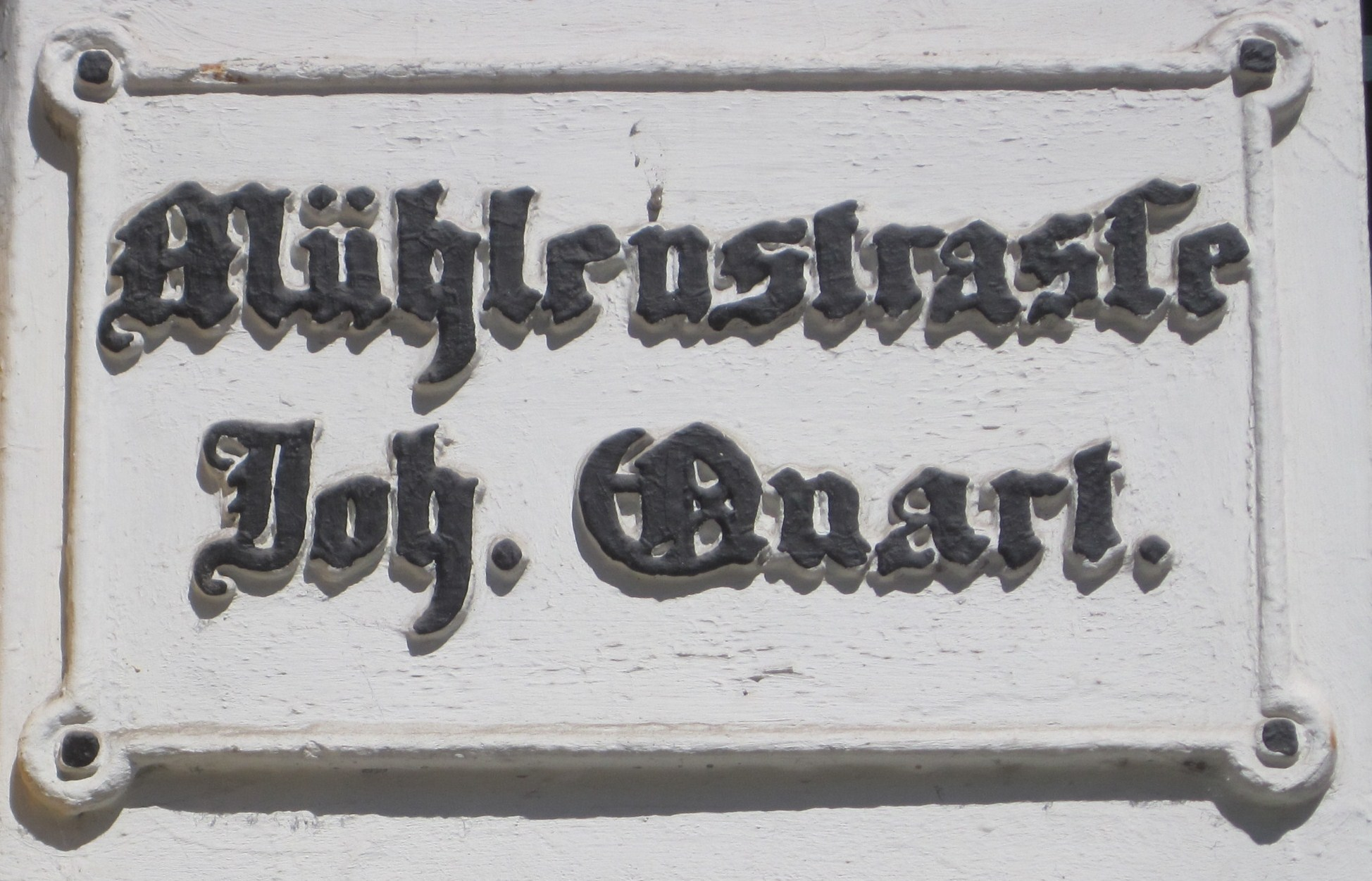
Die Ostseite der Mühlenstraße im [Joh.]annis [Quart.]ier
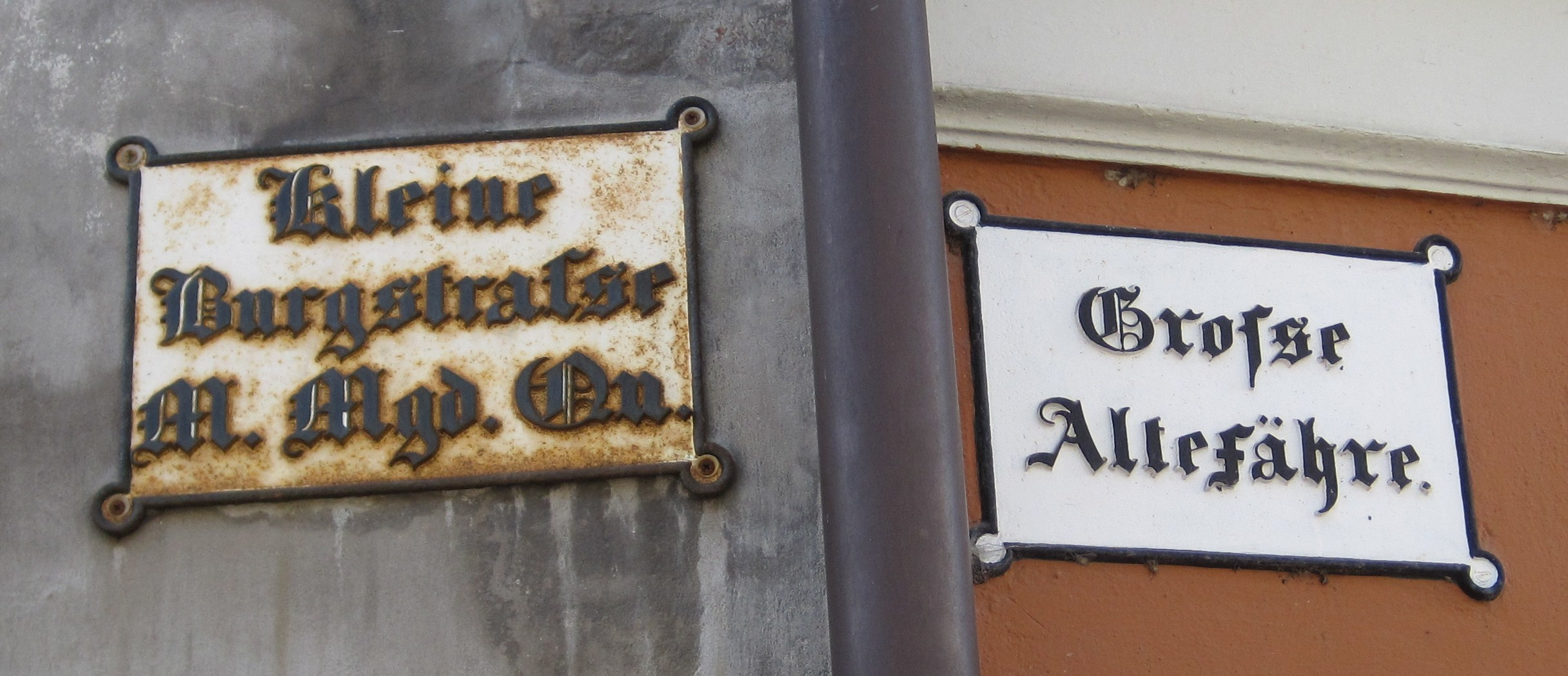
Die Westseite der Kleinen Burgstraße im [M.]aria [Mgd.]=Magdalenen [Qu.]artier

Die Nummerierung wurde zu Beginn des Jahres 1796 durchgeführt. Sie beschränkte sich auf das heutige Altstadtgebiet; die zu jener Zeit nur äußerst spärlich besiedelten Gebiete außerhalb der Stadtbefestigungen wurden nicht erfasst. Kirchliche Liegenschaften, auch (bis 1803) die Besitzungen des Domkapitels im Dombezirk, waren von der Nummerierung ausgenommen. Ebenso erhielten Nebengebäude sowie Häuser in Gängen und Höfen, die zu Hauptgebäuden gehörten, keine eigenen Nummern.

## Die Nummerierung von 1812
Nach der Eingliederung Lübecks ins Kaiserreich Frankreich am 1. Januar 1811 ordnete der Präfekt des Departements der Elbmündung am 16. Januar 1812 an, dass Lübeck ein neues System der Hausnummern erhalten sollte. Nach französischem Vorbild wurden die Orientierungsnummern eingeführt, bei denen die Häuser jeder einzelnen Straße beginnend mit der 1 durchnummeriert wurden und eine Straßenseite die ungeraden, die andere die entsprechenden geraden Nummern erhielt. Nebengebäude und Gänge wurden mit speziellen Nummern versehen. Diese Nummerierung wurde Mitte 1812 umgesetzt.

## Die Nummerierung von 1820
Auch nach dem endgültigen Ende der französischen Herrschaft und der Wiedererlangung der Souveränität im Dezember 1813 blieb das französische Nummernsystem zunächst noch in Gebrauch. Wie alle Überbleibsel der Besatzungszeit, die rasch getilgt wurden, waren aber auch die Hausnummern Gegenstand der Ablehnung. Am 15. Januar 1820 verfügte der Rat die Wiedereinführung des alten, quartierbezogenen Hausnummernsystems, die im Juni 1820 durchgeführt wurde.
Allerdings wurden nunmehr auch eigenständige Nebengebäude sowie die Gänge mitgezählt und auch die 1804 an die Stadt gefallenen ehemaligen kirchlichen Liegenschaften wurden in die Nummerierung einbezogen. Daraus ergab sich, dass nahezu alle Häuser Lübecks 1820 eine andere Nummer erhielten, als sie 1796 zugewiesen bekommen hatten.

## Die Nummerierung von 1884
Im Verlaufe des 19. Jahrhunderts erwiesen sich die Quartiers-Hausnummern immer stärker als unpraktisch. Sie boten nicht nur Ortsfremden keinerlei Orientierungshilfe, sondern waren zudem systembedingt auf das eng begrenzte Gebiet der Altstadtinsel beschränkt. Seit der Jahrhundertmitte aber wuchsen die Vorstädte erst langsam, dann seit der Aufhebung der Torsperre am 1. Mai 1864 immer schneller an. Die Innenstadt konnte die im Gefolge von Industrialisierung und Reichsgründung rasch wachsende Bevölkerung nicht mehr fassen. War das Leben vor den Stadttoren bis dahin die absolute Ausnahme gewesen, entwickelte es sich mit dem Entstehen ausgedehnter Wohngebiete nun zum Regelfall. Jedoch existierten in den Vororten zunächst nicht einmal Straßennamen, wodurch in den Lübecker Adressbüchern für diese Gebiete zwangsweise äußerst vage Anschriften Anwendung fanden, und auch nach der Vergabe von Straßennamen gab es kein Hausnummerierungssystem, das sich auf die Vorstädte übertragen ließ.
Da der Zustand untragbar wurde, erließ der Senat am 20. Mai 1884 eine Verordnung, mit der das System der straßenweisen Orientierungsnummern, bei denen eine Straßenseite die ungeraden und die andere die geraden Gegenstücke trägt, für ganz Lübeck, also Innenstadt und Vorstädte, eingeführt wurde. Dieses Nummerierungssystem ist bis heute gültig.
Von der alten Nummerierung haben sich kaum wahrnehmbare Reste erhalten. Über den Torwegen zu vielen Gängen und Höfen finden sich noch heute die Mitte des 19. Jahrhunderts eingeführten gusseisernen Straßenschilder, bei denen in manchen Fällen erkennbar die alten Nummern abgemeißelt und 1884 durch die aufgemalte neue Zahl ersetzt wurden. Gelegentlich sind auch die Zahlen, die zufälligerweise mit der neuen Hausnummer übereinstimmten, nicht entfernt worden. Noch seltener sind Fälle, in denen Altstadthäuser sowohl die 1884 eingeführte Hausnummer aufweisen als auch die 1820 vergebene.
In der Praxis spielen die alten Hausnummern keinerlei Rolle mehr; sie sind nur für historische und genealogische Forschungen von Bedeutung.